# Hällestadstenen 1
Hällestadstenen 1, med signum DR 295, är en runsten som sitter inmurad i Hällestads kyrka i Hällestads socken i Skåne.
Stenens material är sandsten och den är ristad på tre sidor. Dess översatta inskrift lyder enligt nedan:

## Inskriften
Runor:
(Sida A) ᛅᛋᚴᛁᛚ ᛬ ᛋᛅᛏᛁ ᛬ ᛋᛏᛁᚾ ᛬ ᚦᛅᚾᛋᛁ ᛬ ᛁᚠᛏ ᛬ ᛏᚢᚴᛅ ᛬ ᚴᚢᚱᛘᛋ ᛬ ᛋᚢᚾ ᛬ ᛋᛅᛦ᛬ ᚼᚢᛚᛅᚾ ᛬ ᛏᚱᚢᛏᛁᚾ ᛬ ᛋᛅᛦ ᛬ ᚠᛚᚢ ᛬ ᛅᛁᚴᛁ ᛬ ᛅᛏ ᛬ ᚢᛒ᛬ᛋᛅᛚᚢᛘ
(Sida B) ᛋᛅᛏᚢ ᛬ ᛏᚱᛁᚴᛅᛦ ᛬ ᛁᚠᛏᛁᛦ ᛬ ᛋᛁᚾ ᛬ ᛒᚱᚢᚦᚱ ᛋᛏᛁᚾ ᛬ ᚭ ᛬ ᛒᛁᛅᚱᚴᛁ ᛬ ᛋᛏᚢᚦᛅᚾ ᛬ ᚱᚢᚾᚢᛘ ᛬ ᚦᛁᛦ
(Sida C) (ᚴ)(ᚢ)(ᚱ)(ᛘ)(ᛋ) (᛬) (ᛏ)(ᚢ)(ᚴ)(ᛅ) ᛬ ᚴᛁᚴᚢ ᛬ (ᚾ)(ᛁ)(ᛋ)(ᛏ)
Translitterering av runraden:
§A : askil : sati : stin : þansi : ift[iʀ] ¶ : tuka : kurms : sun : saʀ : hulan : ¶ trutin : saʀ : flu : aigi : at : ub:¶:salum 
§B satu : trikaʀ : iftiʀ : sin : bruþr ¶ stin : o : biarki : stuþan : runum : þiʀ : 
§C (k)(u)(r)(m)(s) (:) (t)(u)(k)(a) : kiku : (n)(i)(s)(t)[iʀ]
Normalisering till rundanska:
§A Æskel satti sten þænsi æftiʀ Toka Gorms sun, seʀ hullan drottin. Saʀ flo ægi at Upsalum 
§B sattu drængiaʀ æftiʀ sin broþur sten a biargi støþan runum. Þeʀ 
§C Gorms Toka gingu næstiʀ.
Översättning till nusvenska:
Åskel satte denna sten till minne av Toke, Gorms son, en trogen herre för honom. Han flydde inte vid Uppsala. Kämpar satte till minne av sin broder stenen på berget, stärkt av runor. De gick närmast Gorms Toke.
Inskriften syftar antagligen på Slaget vid Fyrisvallarna (986) och på grund av det hierarkiska namnet kan det möjligen vara frågan om en son till danske kungen Gorm den gamle som åsyftas i texten.